# Киево (Хорватия)
Ки́ево (хорв. Kijevo) — небольшое село в Хорватии, в далматинской глубинке юго-восточнее Книна. В административном отношении принадлежит Шибенско-Книнской жупании.

## Местоположение
Киево лежит под горами Динара в плодородной долине у истока реки Цетина. Невдалеке находится гора Киевская Динара (1.831 м). Село расположено на автомагистрали национального значения D1 между городами Врлика и Книн.

## История
Первое упоминание села относится к 1315 году (тогда оно называлось Кий). Во времена Первой мировой войны погибли тридцать четыре жителя Киева.
В период Второй мировой Киево вошло в состав Независимого Государства Хорватия. Весной 1942 года поселение взяли югославские партизаны-титовцы. В результате нападения, примерно половина жителей села бежала и переселилась в Славонию и Срем, где крепко держалась усташская власть. 8 августа 1942 г. на Киево, где к тому моменту находился укреплённый опорный пункт усташей на шоссе Книна-Врлика, напала 2-я Далматинская пролетарская ударная бригада НОАЮ. После упорного боя усташи и сельская милиция приняли решение отступить во Врлику. 27 января 1943 г. на Киево напали сербские четники и успешно взяли его. Четники убили 45 мирных жителей села. Всего в этой войне погибло 209 жителей Киева.

### Война в Хорватии
Киево получило печальную известность в 1990 и 1991 годах в ходе войны в Хорватии между хорватами и краинскими сербами, отказавшимися признать сецессию Хорватии и пытавшимися создать Республику Сербская Краина. Хорватское министерство внутренних дел создало в Киево полицейский участок. Село тогда насчитывало 1261 жителя, 99,6 % из которых были хорватами, но его окружали этнически сербские села Полача, Цивляне и Цетина. Поэтому вскоре Киево был взято в кольцо и осаждено сербскими войсками Милана Мартича, который 17 августа 1991 приказал построить баррикады, чтобы преградить любой доступ в село. 18 августа 1991 Милан Мартич предъявил ультиматум хорватской полиции и жителям Киево с требованием покинуть село.
В конце концов, 26 и 27 августа 1991 подразделения Югославской Народной Армии под командованием полковника Ратко Младича, вошли в село, в результате всё хорватское население бежало в Дрниш. Киево сровняли с землёй, не уцелел ни один дом. Корреспондент Белградского телевидения Весна Югович запечатлела эти события. Титовцы обстреляли даже статую Христа.
Церковь Св. Миховила в Киево трижды в XX в. была разрушена до основания сербскими агрессорами. 
Международный трибунал по бывшей Югославии включил этническую чистку в Киеве в обвинительное заключение по делу Мартича и Младича. Милан Мартич был осуждён, тогда как Ратко Младич более 15 лет успешно скрывался от трибунала, и только 26 мая 2011 был разоблачён, арестован, и активно защищался на судебном процессе в Гаагском трибунале. Его апелляцию трибунал отклонил.